# Gaetano Dal Negro
Gaetano Dal Negro (* 1931; † 20. September 2012 in Neapel) war ein italienischer Verwaltungsrechtler.

## Leben
Dal Negro studierte Verwaltungsrecht an der Universität Neapel und war als Rechtsanwalt tätig. Er hatte an der Universität Neapel die Lehrstühle für Staatsrechnungswesen und Steuerrecht inne und war langjähriger Dekan der Fakultät für Verwaltungs- und Steuerrecht an der Universität Neapel Federico II. Zudem war er Professor für Buchhaltung an der Accademia Aeronautica.
Gaetano Dal Negro war Großkreuzritter des Ritterordens vom Heiligen Grab zu Jerusalem. 1981 wurde er von Großmeister Maximilien Kardinal de Fürstenberg zum Leitenden Komtur für die Region Apulien bestellt. Großmeister Carlo Kardinal Furno bestellte ihn von 2002 bis 2008 zum Statthalter der Grabesritter für die italienische Statthalterei „Italia Meridionale“, ab 2009 deren emeritierter Statthalter.
Er war verheiratet und Vater von sechs Kindern.

## Schriften
- Rapporti tra il tesoro e la banca d'Italia. 1957.
- Lineamenti di contabilità di Stato. Società editrice napoletana 1979.
- La gestione finanziaria e patrimoniale dello Stato. Liguori 1984, ISBN 88-207-1290-3.
- Appunti di diritto tributario. Parte generale. Liguori 1985, ISBN 88-207-1260-1.
- Scienza dell'amministrazione. Appunti. Liguori 1986, ISBN 88-207-1506-6.
- La Corte dei Conti: ordinamento, strutture e attribuzioni. Liguori 1988, ISBN 88-207-1665-8.
- La certificazione nei conti dello Stato. Liguori 1988, ISBN 88-207-1897-9.
- Scienza e tecnica dell'amministrazione. Liguori 1989, ISBN 88-207-1792-1.